# IC 3995
IC 3995 је појединачна звијезда у сазвјежђу Ловачки пси која се налази на листи објеката дубоког неба у Индекс каталогу.
Деклинација објекта је + 39° 2' 26" а ректасцензија 12h 59m 33,1s.